# Distrikt Bugesera
Der Distrikt Bugesera (Kinyarwanda Akarere ka Bugesera) ist einer von sieben Distrikten in der Ostprovinz von Ruanda.

## Geographie

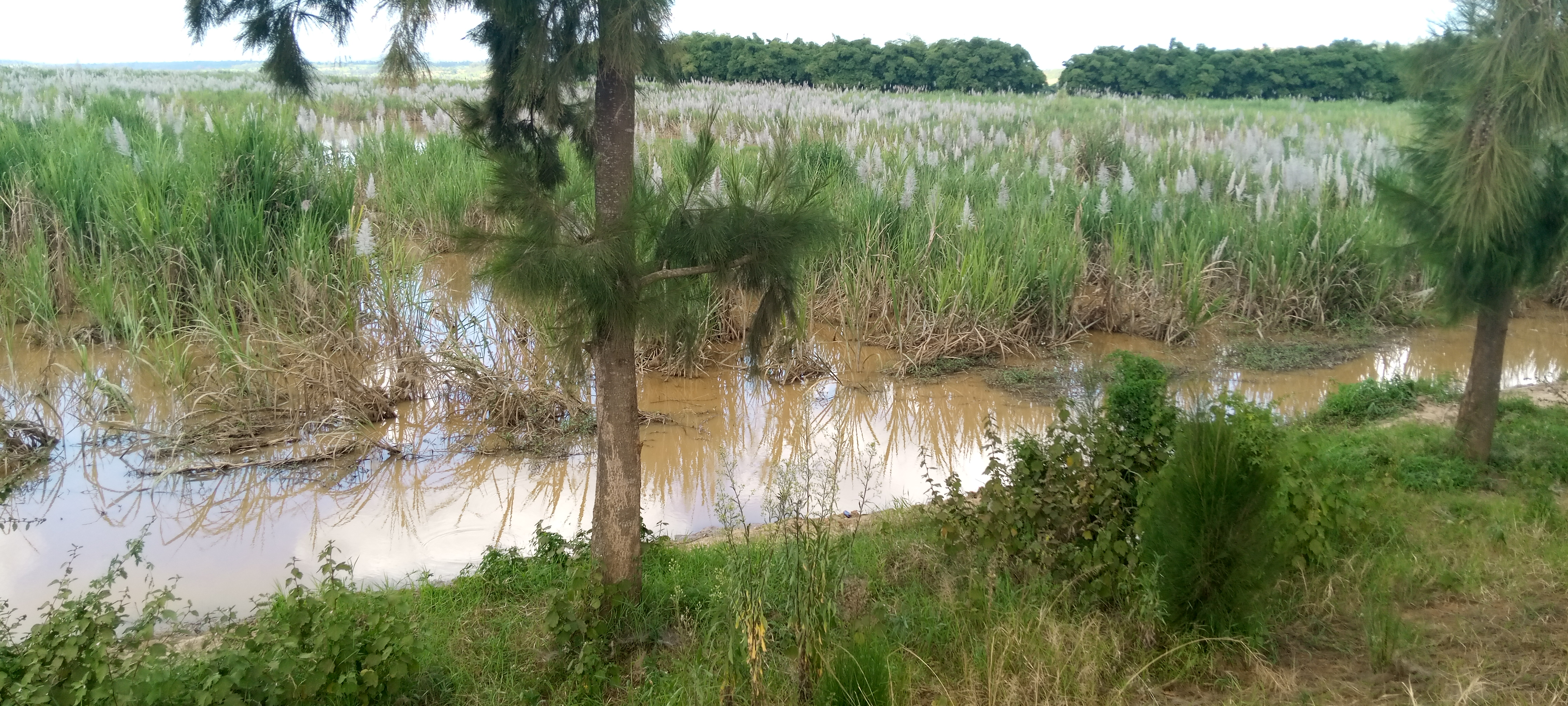
Gräser in den Nyabarongo-Feuchtgebieten

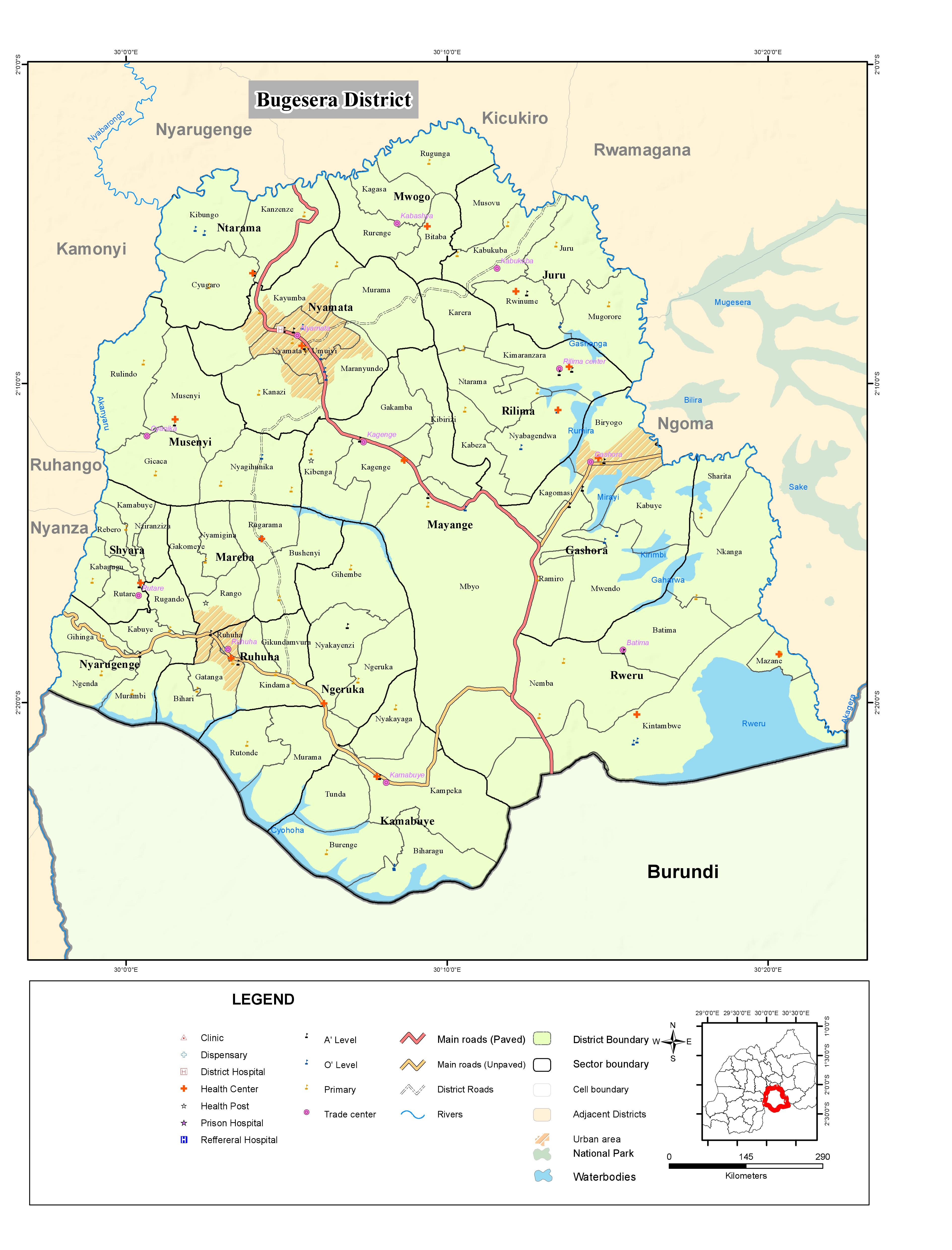
Karte des Distrikts

Bugesera liegt im Südwesten der Ostprovinz und südlich der Hauptstadt Kigali. Der Distrikt hat eine Fläche von 1337 km² und unterteilt sich in 15 Sektoren (imirenge), 72 Zellen und 581 Dörfer. Die Sektoren sind Gashora, Juru, Kamabuye, Mareba, Mayange, Musenyi, Mwogo, Ngeruka, Ntarama, Nyamata, Nyarugenge, Rilima, Ruhuha, Rweru und Shyara.
Im Osten grenzt der Distrikt an den Muhazi-Stausee sowie an der Grenze zu Burundi, im Südosten an den Rugwero- und im Südwesten an den Cohohasee. Kleinere Seen im Osten des Distrikts sind zudem von Norden nach Süden der Gashanga-, Kidogo-, Rumira-, Mirayi-, Kilimibi- und Gaharwa-See. Die Grenze zu den Nachbardistrikten bildet im Norden bis Osten der Fluss Nyabarongo und im Westen der Akanyaru, der in ersteren mündet. Entlang der beiden Flüsse befinden sich die Akanyaru- und Nyabarongo-Feuchtgebiete, die von BirdLife International als Important Bird Areas gelistet werden. Die Nyabarongo-Feuchtgebiete werden aufgrund des Bedarfs an Landwirtschaftsflächen als gefährdet eingestuft. In ihnen kommen mehrere gefährdete Vogelarten vor.

## Kultur

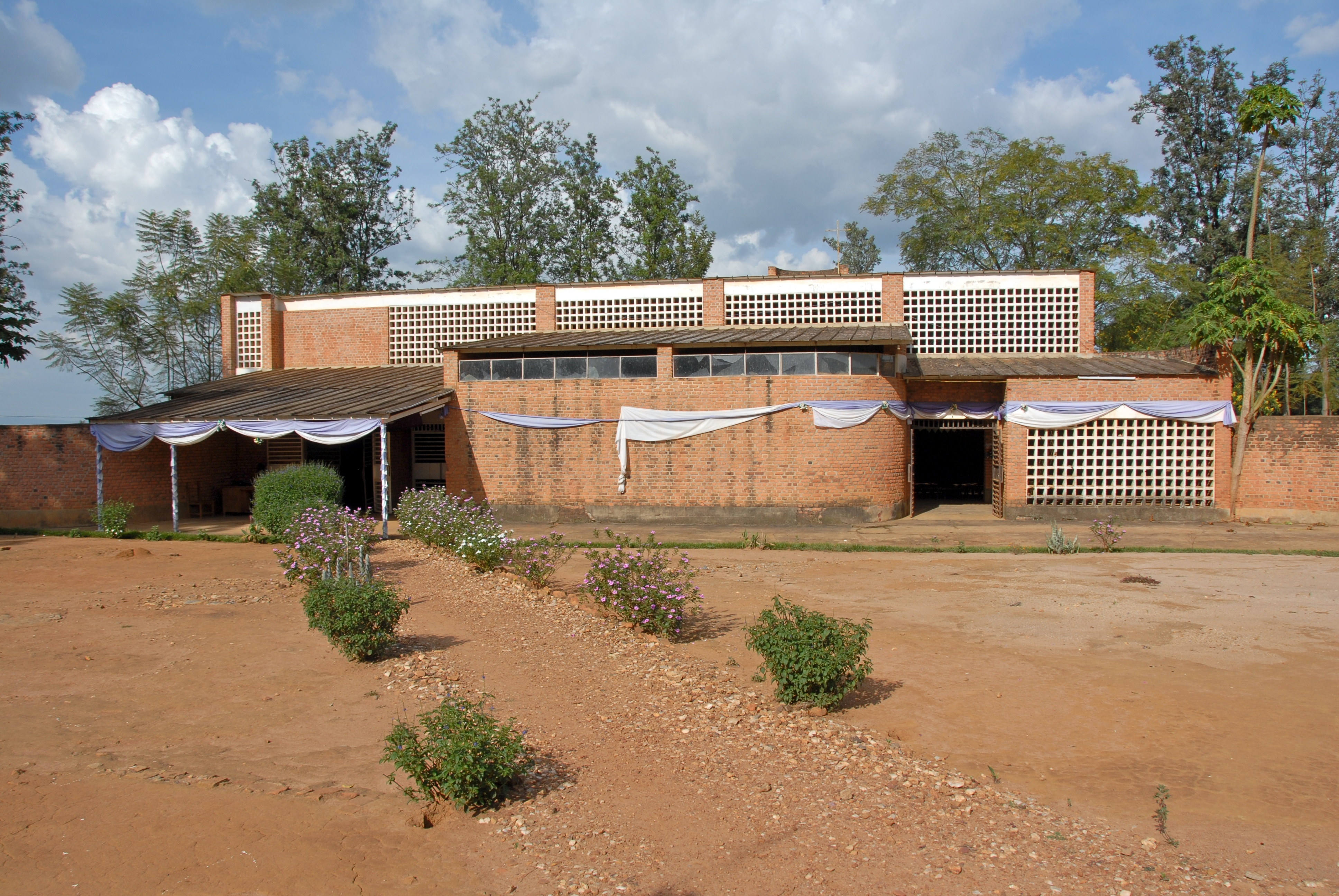
Gedenkstätte in Nyamata

In Bugesera befinden sich zwei Gedenkstätten für den Völkermord in Ruanda. Diese liegen in Ntarama und Nyamata.

## Politik
Regierungschef ist seit 2018 Richard Mutabazi. 2021 wurde er für eine zweite Amtszeit bis 2025 wiedergewählt.

## Bildung und Justiz
Am Südwestufer des Kilimbi-Sees befindet sich seit 2022 das Rwanda Institute for Conservation Agriculture mit einer Fläche von 1375 Hektar. Im Sektor Rilima befindet sich das Rilima-Gefängnis mit rund 3600 Häftlingen (Stand 2017).

## Bevölkerung
Stand 2022 betrug die Einwohnerzahl 551.103. Der Bevölkerungstrend ist zunehmend.
|          |            | Zellen                                                | Fläche [km²] | 2002    | 2012    | 2022    | Jährl. Zuwachs 2012 → 2022 |
| -------- | ---------- | ----------------------------------------------------- | ------------ | ------- | ------- | ------- | -------------------------- |
| Distrikt | Bugesera   | 72                                                    | 1.288        | 266.775 | 361.914 | 551.103 | 4,3 %                      |
| Sektor   | Gashora    | Biryogo, Kabuye, Kagomasi, Mwendo und Ramiro          | 98,83        |         | 22.001  | 32.251  | 3,9 %                      |
| Sektor   | Juru       | Kabukuba, Mugorore, Juru, Rwinume und Musovu          | 81,33        |         | 23.673  | 33.753  | 3,6 %                      |
| Sektor   | Kamabuye   | Burenge, Biharagu, Nyakayaga, Tunda und Kampeka       | 101,8        |         | 20.843  | 24.502  | 1,6 %                      |
| Sektor   | Mareba     | Gakomeye, Bushenyi, Nyamigina, Rango und Rugarama     | 55,91        |         | 22.377  | 29.266  | 2,7 %                      |
| Sektor   | Mayange    | Kibenga, Kagenge, Gakamba, Kabirizi und Mbyo          | 146,8        |         | 29.835  | 54.084  | 6,1 %                      |
| Sektor   | Musenyi    | Musenyi, Gicaca, Rulindo und Nyagihunika              | 87,46        |         | 29.248  | 40.610  | 3,3 %                      |
| Sektor   | Mwogo      | Rurenge, Bitaba, Rugunga und Kagasa                   | 52,36        |         | 17.598  | 30.171  | 5,5 %                      |
| Sektor   | Ngeruka    | Murama, Rutonde, Ngeruka, Nyakayenzi und Gihembe      | 92,29        |         | 30.717  | 37.328  | 2,0 %                      |
| Sektor   | Ntarama    | Cyugaro, Kanzenze und Kibungo                         | 63,94        |         | 17.978  | 45.530  | 9,7 %                      |
| Sektor   | Nyamata    | Kanazi, Nyamata Ville, Kayumba, Maranyundo und Murama | 94,90        |         | 34.922  | 81.480  | 8,8 %                      |
| Sektor   | Nyarugenge | Murambi, Ngenda, Gihinga, Kabuye und Rugando          | 46,28        |         | 20.753  | 25.406  | 2,0 %                      |
| Sektor   | Rilima     | Nyabagendwa, Kabeza, Kimaranzara, Karera und Ntarama  | 81,48        |         | 26.803  | 32.862  | 2,1 %                      |
| Sektor   | Ruhuha     | Ruhaha, Bihari, Kindama, Gikundamvura und Gatanga     | 43,16        |         | 22.994  | 30.028  | 2,7 %                      |
| Sektor   | Rweru      | Sharita, Batima, Kintambwe, Mazane, Nemba und Nkanga  | 215,4        |         | 28.782  | 37.976  | 2,8 %                      |
| Sektor   | Shyara     | Nziranziza, Rebero, Kamabuye, Rutare und Kabagugu     | 31,44        |         | 13.390  | 15.856  | 1,7 %                      |

## Verkehr
Im Norden des Distrikts etwa 40 km südlich von Kigali wird seit 2017 der Bugesera International Airport errichtet. Er soll den Flughafen Kigali ersetzen. Der kleinere zivile Flughafen Nemba liegt im Südosten des Distrikts nahe der Grenze zu Burundi. An ihm vorbei führt die Nationalstraße 5, die weiter nach Nordwesten Richtung Kigali verläuft. Direkt nördlich des Flughafens Nemba geht von dieser die etwa in Ost-West-Richtung durch den Distrikt verlaufende Nationalstraße 6 ab und weiter nördlich bei Ramiro geht von der Nationalstraße 5 ein weiterer Abschnitt der Nationalstraße 6 nach Nordosten ab. Dieser östliche Abschnitt ist im Gegensatz zu den anderen Nationalstraßenabschnitten im Distrikt Stand 2022 noch nicht asphaltiert.